# Lotte Thomsen
Lotte Thomsen (* 22. November 1972) ist eine ehemalige dänische Badmintonspielerin. 

## Karriere
Lotte Thomsen war in Dänemark mehrfach bei den Nachwuchsmeisterschaften erfolgreich und gewann bei den Junioren auch Gold bei den Europameisterschaften. Bei den Erwachsenen siegte sie 1993 bei den Polish International und den Austrian International. 1995 wurde sie Dritte bei den Swiss Open, 1995 Fünfte bei den Taiwan Open.

## Sportliche Erfolge
| Saison    | Veranstaltung                                    | Disziplin   | Platz | Name                                              |
| --------- | ------------------------------------------------ | ----------- | ----- | ------------------------------------------------- |
| 1987/1988 | Dänemark: Einzelmeisterschaften der Junioren U17 | Damendoppel | 1     | Lotte Thomsen, Køge / Janne Vang Nielsen, Værløse |
| 1990/1991 | Dänemark: Einzelmeisterschaften der Junioren U19 | Damendoppel | 1     | Lotte Thomsen, Køge / Heidi Dössing, Lillerød     |
| 1991      | Junioren-Europameisterschaft                     | Dameneinzel | 1     | Lotte Thomsen                                     |
| 1993      | Polish International                             | Damendoppel | 1     | Anne Søndergaard / Lotte Thomsen                  |
| 1993      | Austrian International                           | Damendoppel | 1     | Anne Søndergaard / Lotte Thomsen                  |
| 1995      | Swiss Open                                       | Dameneinzel | 3     | Lotte Thomsen                                     |
| 1997      | Taiwan Open                                      | Dameneinzel | 5     | Lotte Thomsen                                     |